# Alchemilla colorata
Alchemilla colorata es una especie de planta del género Alchemilla, perteneciente a la familia Rosaceae.

## Taxonomía
Alchemilla colorata fue descrita por Robert Buser en 1891.

## Distribución
Se encuentra en el territorio centro y sur de Europa.